# 다이겐 셋사이
다이겐 셋사이(일본어: 太原雪斎, 1496년 ~ 1555년 음력 10월 10일)는 센고쿠 시대의 승려이며, 이마가와 요시모토(今川義元)의 군사(軍師)이다.

## 생애
메이오(明應) 5년(1496년), 스루가(駿河)의 센고쿠 다이묘 이마가와 우지치카(今川氏親)의 중신 이하라 사에몬노조 마사모리(庵原左衛門尉政盛)의 아들로 태어났다. 모친은 오키쓰 마사노부(興津正信)의 딸로, 이하라씨는 스루가 이하라(현재의 시즈오카현 시즈오카시) 주변을 다스리던 일족이었고, 오키쓰씨는 요코야마 성(橫山城)을 본거지로 해운(海運)을 장악한 해적(수군)도 이끌고 있었다. 두 가문 모두 이마가와 씨의 중신으로 셋사이는 태어날 때부터 이마가와 씨에 충절을 다해야 하는 의무를 지닌 셈이었다.
부친 이하라 마사모리는 셋사이를 가까운 곳에 있는 젠토쿠 사(善得寺)라는 절에 들여보냈다. 필시 학문을 배우기 위해서 절에 들여 보낸 것으로 생각할 수 있었으나, 어째서인지 셋사이는 그대로 선승(禪僧)의 길을 걸을 각오를 굳혔다. 에이쇼 6년(1509년), 셋사이의 나이 14살때 교토로 올라가 겐닌 사(建仁寺)에 들어간 뒤 그곳에서 스승 조안 류소(常庵龍崇)의 손에 의해 출가득도(出家得度)하여 규에이 쇼기쿠(九英承菊)란 이름을 가지게 되었다.
그대로 겐닌 사에서 수행을 계속하였다면 나중에는 겐닌 사의 주지에까지 출세할 수 있을 거라 생각되었지만, 셋사이에게는 생각지도 못한 전개가 기다리고 있었다. 그 시절부터 수재(秀才)로 장래를 촉망받고 있다는 소문을 들은 이마가와 우지치카가 돌아와서 이마가와 씨를 섬길 것을 요청하고, 자신의 다섯번째 아들인 호키쿠마루(方菊丸)의 교육자로서 셋사이를 임명한 것이다.
그 당시 셋사이의 기분은 당혹스러움 그 자체였겠지만, 부친은 이마가와 우지치카의 중신 중 1명이었다. 거절할 수 있는 일이 아니었기에 스루가로 내려가 젠토쿠 사에 들어갔던 4살의 호키쿠마루를 맡아 양육하게 되었다. 일설에는 이 요청을 2번이나 거절하였다고 전해진다.
그 후 우지치카의 허락을 얻어 호키쿠마루를 데리고 교로쿠 3년(1530년) 다시 겐닌 사에 들어가 수행을 계속하였으나, 겐닌 사의 선(禪)에 만족하지 못하고, 다시 묘신 사(妙心寺)의 문을 두드리게 되었다. 그 시기 호키쿠마루는 스승 조안 류소에 의해 출가득도하여 쇼호(承芳)라고 이름을 고쳤다.
또한 쇼호는 도호(道號)가 바이가쿠(梅岳)로 정해져 이후 바이가쿠 쇼호라고 불리게 되었다. 우지치카가 죽은 뒤, 장남 우지테루(氏輝)가 가문을 계승하자 5남인 호키쿠마루는 그대로 선승이 되었다. 덴분 4년(1535년) 젠토쿠 사의 주지였던 긴케이 쇼슌(琴溪承舜)의 7회기법요 때문에 스루가에 내려가 다시 젠토쿠 사에 들어갔다.
그런데 덴분 5년(1536년) 3월에 이변이 일어났다. 우지테루와 동생 히코고로(彦五郞) 두 사람이 돌연히, 그것도 같은 날에 급사하고 말았다. 이마가와 가문의 가독은 이미 절에 들어가 있던 3남 겐코 에탄(玄廣惠探), 4남 쇼니 센쇼, 그리고 5남 바이가쿠 쇼호, 이들 3명 중에서 선택되어야 했던 것이다.
셋사이에게는 다시없는 찬스였다. 4남은 곧 가독쟁탈의 레이스에서 스스로 물러났고, 3남 겐코 에탄은 측실의 소생이었다. 셋사이는 바이가쿠 쇼호의 어머니이자 이마가와 우지치카의 정실 주케이니(壽桂尼)와 손을 잡게 되었다. 결국 에탄과 쇼호의 후계자다툼(하나쿠라(花倉)의 난)은 셋사이와 주케이니의 지지를 받은 쇼호의 승리로 돌아갔고, 쇼호는 가독상속을 위해 환속하여 이마가와 요시모토라고 이름을 바꾸었다.
보통 여기서 양육자의 임무는 끝나게 된다. 그런데, 요시모토는 셋사이를 놓아주지 않았다. 스루가의 이마가와 관(今川館)의 근처에 사망한 형 우지테루의 보리사(菩提寺)로 린자이 사(臨濟寺)란 절을 짓고는 이곳의 주지로 셋사이를 불러들였던 것이다.
덧붙여서 셋사이라는 말도 이 린자이 사 안에 지어진 건물의 이름으로, 그곳에서 살았기 때문에 셋사이란 호가 붙여지게 되었다. 휘(諱)를 타이겐(太原), 자(字)를 스후(崇孚)라고 하였다.
셋사이는 그간의 공적으로 인해 요시모토의 두터운 신뢰를 받아 정치, 군사에 이르러 최고 고문(顧問)으로 중용되었다. 요시모토는 모든 일을 셋사이와 상담했다. 셋사이는 슨푸 린자이 사의 주지로서 종교적인 영향력을 갖고 정치에 참여해 그를 가리켜 '집권(執權)' 혹은 '흑의(黑衣)의 재상(宰相)'이라고 표현하거나 불렸다. 이 정도면 단순히 상담역에 불과한 위치라고 볼 수 없었고, 셋사이는 이마가와 가문의 군사로 정치, 군사, 외교에 뛰어난 수완으로 요시모토를 보좌하였다.
그의 활약상을 보면 덴분 6년(1537년) 다케다 씨와 결혼 동맹을 체결하고, 스루가 동쪽의 호조 씨와 절충하여 동쪽 국경을 안정화시켰다. 이후 군략을 꾸며, 덴분 15년(1546년) 미카와(三河)에 이마가와 씨가 침공할시에 군사 지휘권을 행사하여 덴분 16년(1547년)에 다하라 성(田原城)을 공략하고, 덴분 17년(1548년) 아즈키자카 전투(小豆坂の戦い)에서도 총대장으로서 오다 씨(織田氏)와 싸워 우위를 차지했다.
덴분 18년(1549년) 11월, 미카와 안쇼 성(安祥城)을 공격하여 수비하던 성주 오다 노부히로(織田信廣;노부히데의 장남)를 생포한 뒤, 작년에 빼앗겨서 노부히데의 인질로 있던 마쓰다이라 다케치요(松平竹千代;후에 도쿠가와 이에야스)와 인질 교환을 진행시킨 것도 셋사이였다.
다만 요시모토의 장남 우지자네와 이마가와 씨의 인질이었던 마쓰다이라 모토야스(松平元康;후에 도쿠가와 이에야스)의 후견도 맡았다는 이야기가 있는데, 셋사이가 슨푸를 떠난 기간(다케다씨, 후호죠씨와의 교섭과 미카와로의 원정 등)과도 겹쳐지기 때문에 두 인물에게 큰 영향을 끼친 것에 대해서는 불분명한 부분이 있다.
셋사이는 내정, 외교면에서도 활약하여 덴분 22년(1553년) 이마가와씨의 분국법인 이마가와 가명목록 추가 21개조를 제정하고, 덴분 23년(1554년) 이마가와, 호조, 다케다의 3자간의 합의에 의해 이른바 '고소슨(甲相駿) 3국동맹'을 실현시킨 프로듀서는 셋사이였다.
그 밖에 셋사이는 임제종(臨濟宗)을 중심으로 영내에 있던 사찰과 신사의 종교 통제 및 재래상인을 보호하는 상업정책 등도 진행하여 이마가와씨의 최전성기를 이룩하는 데 공헌했다. 또한 풍부한 교양인으로서 <역대서략(歷代序略)>이란 저서를 남겼다.
셋사이는 스루가의 조케이 사(長慶寺)에서 고지 원년(1555년) 윤 10월 10일에 입적하였다. 향년 60세였다.
요시모토의 오른팔로 수완을 발휘해 이마가와씨 발전에 큰 기여를 한 그였기에 '만약 셋사이가 5년 뒤 1560년의 오케하자마 전투에까지 생존하였다면 요시모토가 오다 노부나가에게 죽는 일은 결코 일어나지 않았을 것이다.', '이마가와씨의 쇠퇴는 셋사이의 죽음 이후부터 시작되었다'라고 평가한 문헌도 매우 많았다.

## 참고 및 참조문헌
- ※역사군상 그래픽전사시리즈 <<전략전술병기사전>> 제2권 <일본전국편>